# East End
För andra betydelser, se East End (olika betydelser).

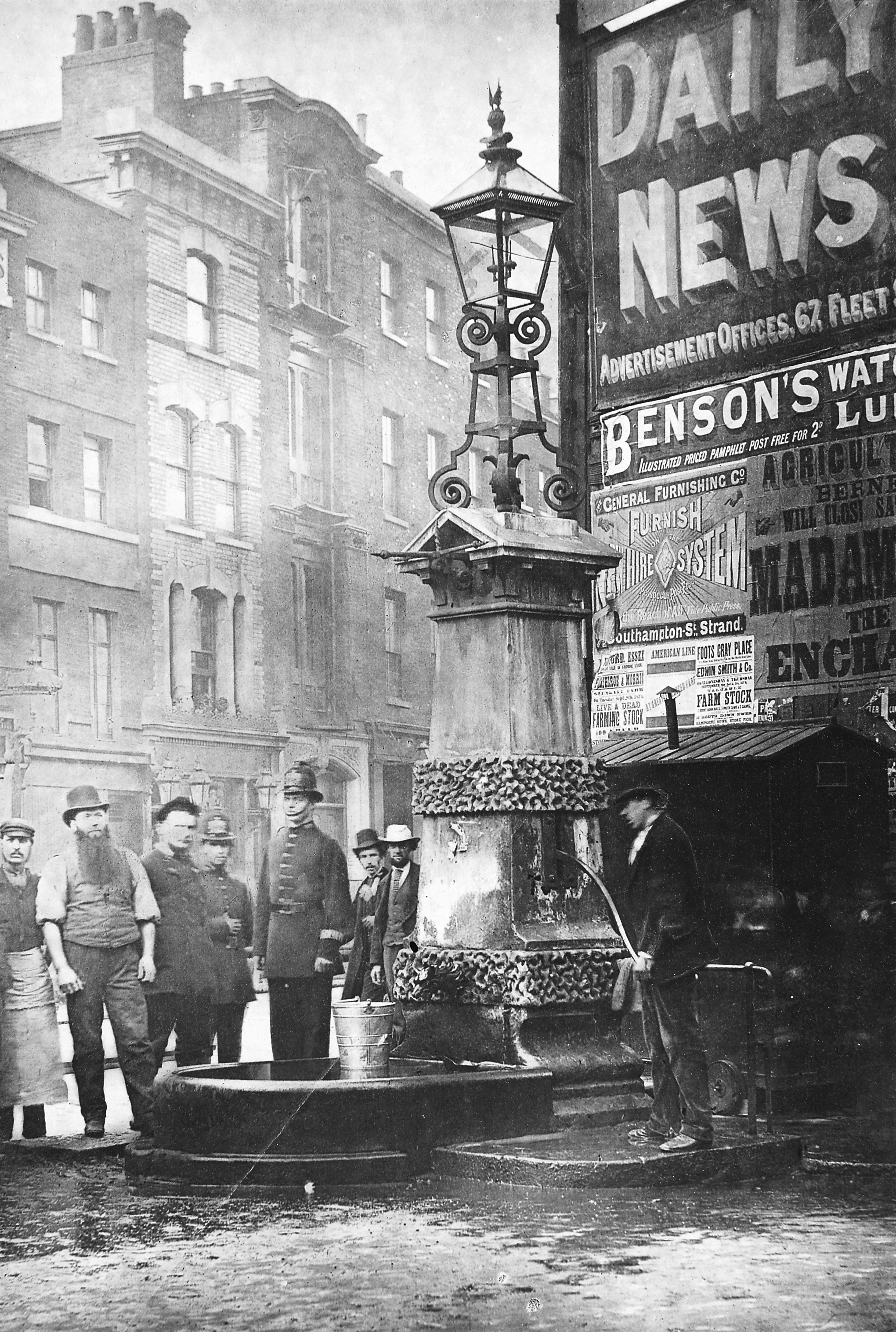
Vattenbrunnen vid Aldgate markerar den historiska gränsen mellan City of London och East End.

East End of London, ofta kallat East End, är ett område i London, England, norr om floden Themsen även om området inte har klara gränser. De centrala delarna tillhör till stor del London Borough of Tower Hamlets. Begreppet är inte synonymt med East London, som generellt ses som ett mycket större område. Man började använda begreppet East End i slutet av 1700-talet då befolkningsökningen i London ledde till extrem överbefolkning och en koncentration av fattiga människor och invandrare i East End. Problemen förvärrades genom byggandet av St Katharine Docks (1827) och Londons järnvägars slutstation (1840-1875) som orsakade att många flyktingar flyttade till East End. Under loppet av ett sekel blev East End synonymt med fattigdom, överbefolkning, sjukdomar och kriminalitet.
East End utvecklades snabbt under 1800-talet. Ursprungligen kännetecknades området av byar samlade runt stadsmurarna eller längs med huvudvägarna som omgavs av jordbruk, kärr och små byar utmed floden. Området lockade stora folkmassor från landet med arbete, då sjöfarten blomstrade i området. Successiva vågor med utländsk invandring började med hugenotter som skapade en ny förort i Spitalfields under 1600-talet. De åtföljdes av irländska vävare,  ashkenazer och under 1900-talet bangladeshier. Många av invandrarna arbetade inom klädindustrin. Överflödet av outbildad arbetskraft ledde till låga löner och dåliga levnadsvillkor i hela East End vilket i sin tur ledde till sociala reformer under mitten av 1700-talet och skapandet av unioner och fackförbund i slutet av århundradet. Radikalismen i East End bidrog till skapandet av Labour Party och krav på bättre villkor för kvinnor (se suffragett).
Officiella försök att vidta åtgärder i samband med den överbefolkade härbärgeringen började i början av 1900-talet av London County Council. Andra världskriget ödelade stora delar av East End, som dess dockar, järnvägar och industrier, vilket ledde till skapandet av nya förorter i början av 1950-talet.

## East End i kultur och historia
- Den brittiska popgruppen Pet Shop Boys låt "West End Girls" från 1986 kontrasterar unga medelklasskvinnor från Londons West End och yngre män med arbetarbakgrund från East End.
- Seriemördaren Jack Uppskäraren mördade prostituerade kvinnor i East End under 1800-talet.
- Författaren Ivar Lo-Johansson bodde en tid på 1920-talet i East End. Hans upplevelser skildras i boken Nederstigen i dödsriket från 1929.
- Den brittiska dramaserien Barnmorskan i East End (eng. 'Call the Midwife') utspelar sig huvudsakligen i detta område.
- Belägringen av Sidney Street var en väpnad konfrontation i Stepney 1911 mellan brittisk polis och lettiska revolutionärer

## Personer från East End
- Författaren Jerome K. Jerome växte delvis upp här.
- Skådespelaren Marty Feldman kom härifrån.

## Sportlag från East End
- Millwall FC[8]
- West Ham United FC[9]

## Bilder

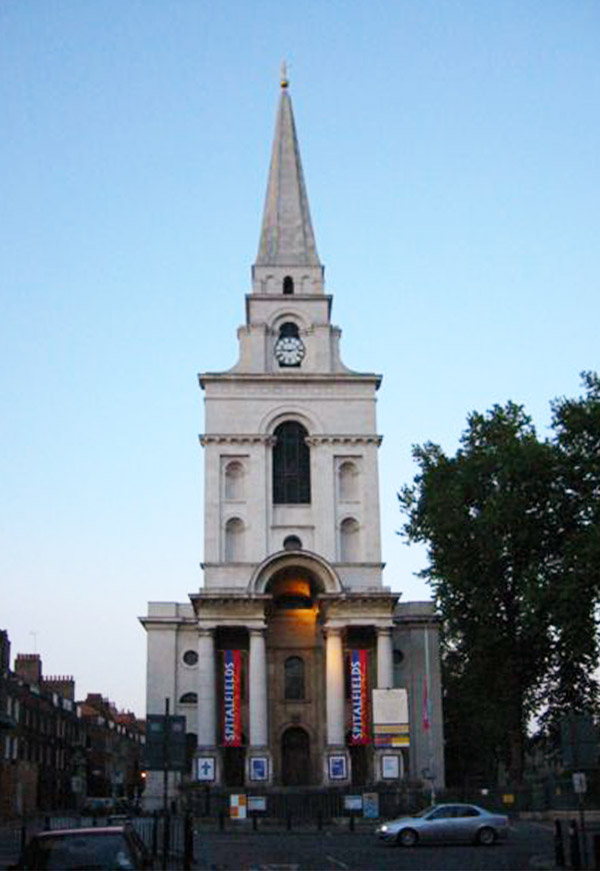
Christ Church
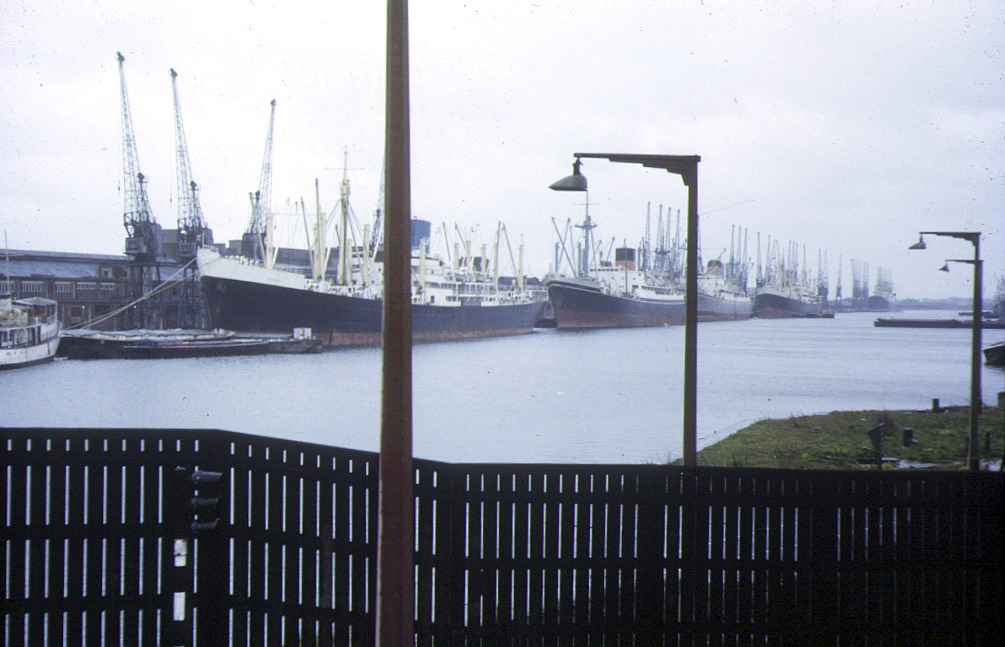
Royal Albert Dock 1973
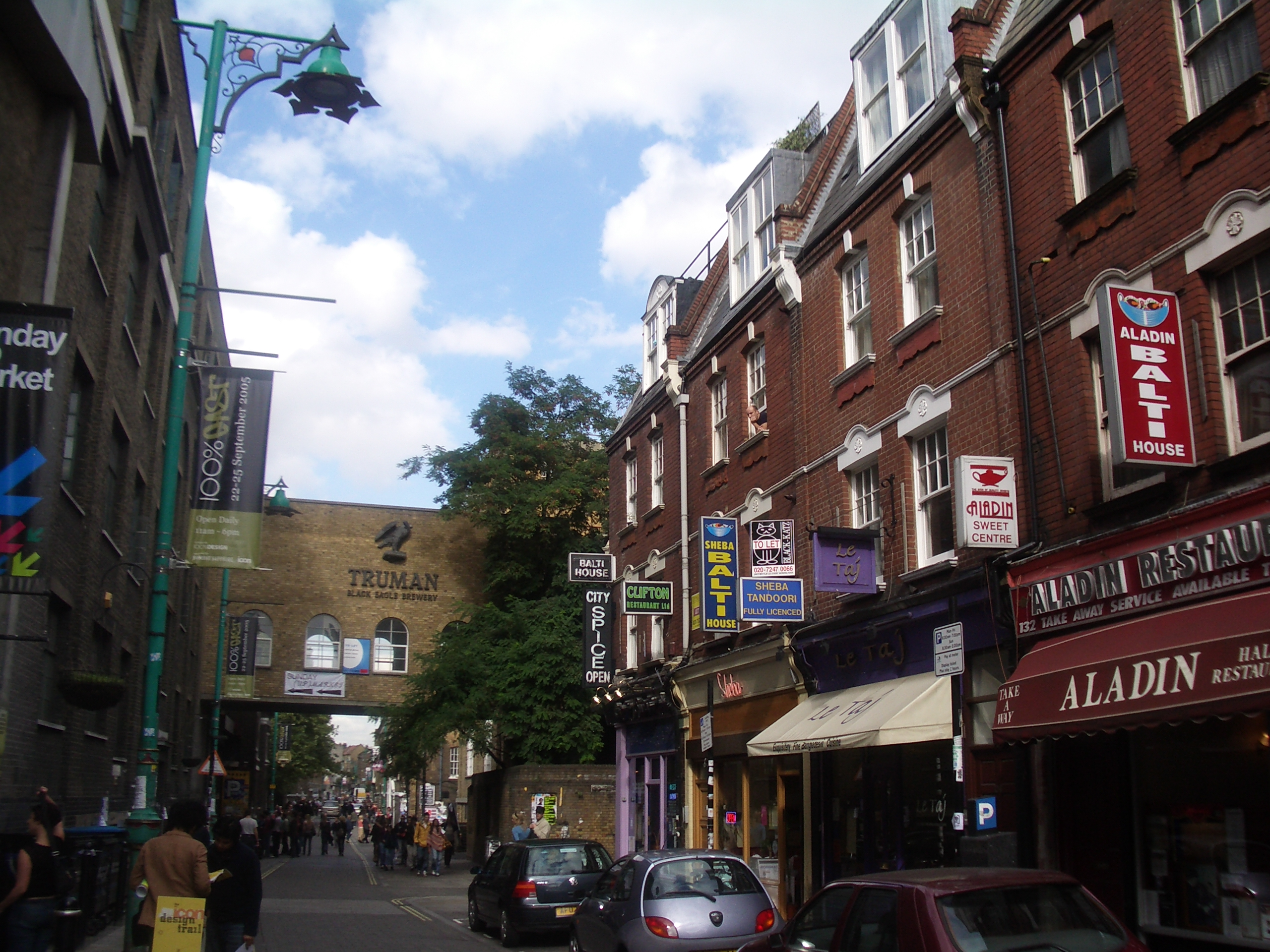
Brick Lane
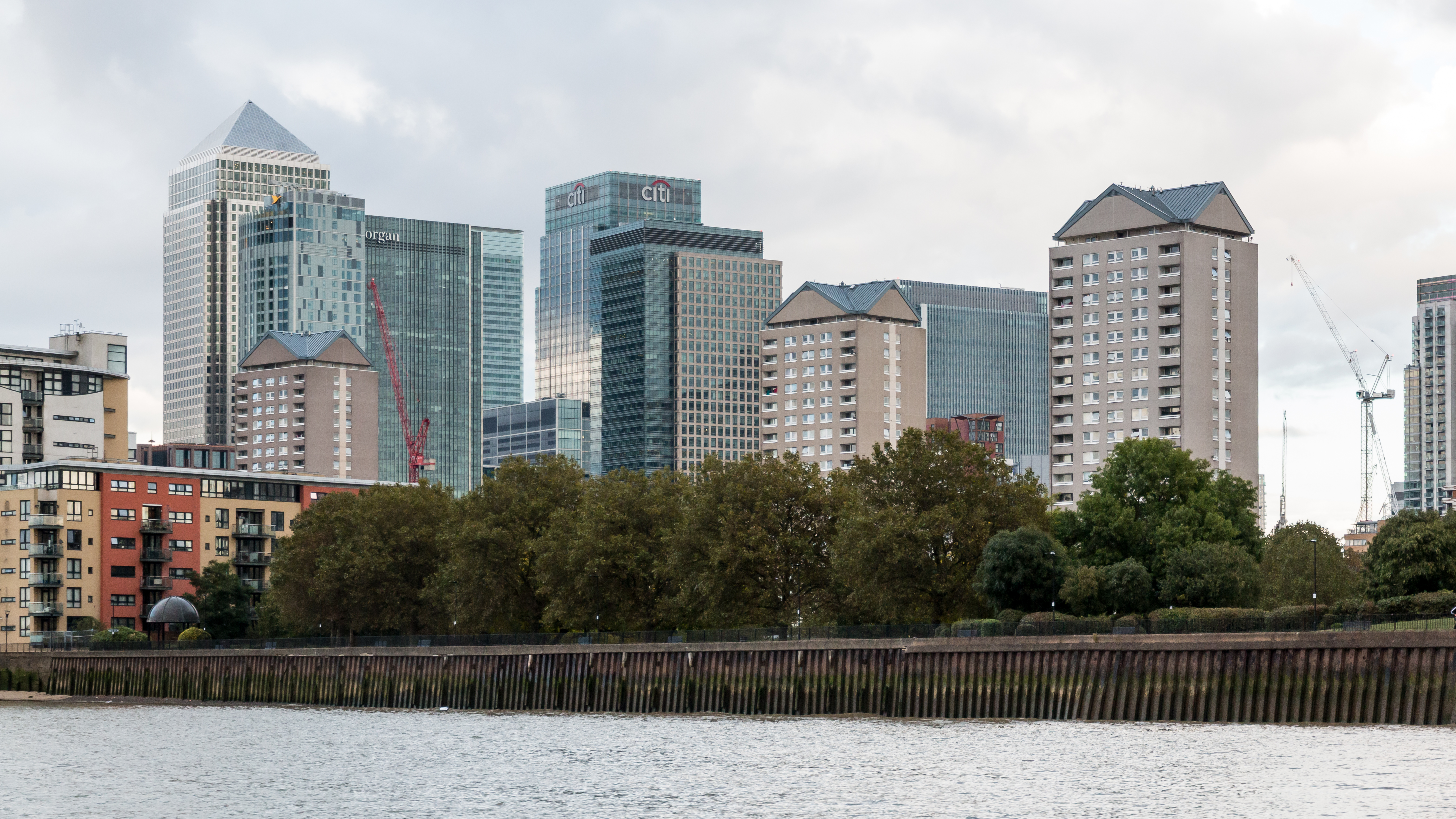
Canary Wharf